# Galería de las Colecciones Reales
La Galería de las Colecciones Reales (anteriormente Museo de Colecciones Reales) es un museo español dependiente de Patrimonio Nacional. Tiene su sede en la ciudad de Madrid (España), en un edificio situado en los jardines del Campo del Moro, junto a la Catedral de la Almudena y al Palacio Real de dicha ciudad. 
Aunque en origen pensado para exponer tapices y carruajes, finalmente está destinado a albergar, también, pintura y escultura, objetos suntuarios, mobiliario, documentos, elementos arquitectónicos y otras piezas de arte o históricas que los distintos reyes de España fueron atesorando a lo largo de su historia.

## Historia

### Orígenes
Durante el siglo XIX, el Patrimonio de la Corona fue abriendo progresivamente varios museos en los cuales se exponían los más preciados bienes que habían ido coleccionando los monarcas a lo largo de los siglos. En primer lugar se abrió el Real Museo del Pintura y Escultura (1819), luego nacionalizado y rebautizado como Museo del Prado, y posteriormente la Real Armería (1849). Paralelamente, también la colección de carruajes reales podía visitarse con un permiso especial en las Reales Caballerizas, no obstante, pese a largos debates, jamás llegó a abrirse un Museo de Tapices en el Monasterio de El Escorial.
La proclamación de la Segunda República trajo consigo la disolución del Patrimonio de la Corona y la formación del Patrimonio de la República, que quiso dar un nuevo impulso a la exhibición pública de las antiguas colecciones reales. Asimismo, el controvertido derribo de las Reales Caballerizas entre 1931 y 1934 supuso la necesidad de encontrar un nuevo acomodo a las colecciones de carruajes reales. En marzo de 1934, un decreto creó el Museo Nacional del Coche y en mayo se convocó un concurso para edificar una nueva sede en la calle Bailén y anexa al Palacio del Almirantazgo para el Museo del Coche y del Arte Popular. El concurso presentó desde el inicio serios problemas, como el acomodo de dos museos distintos gestionados por administraciones distintas en un mismo edificio o el constante cambio de denominación del Museo de Arte Popular.
Finalmente, un decreto del 5 de mayo de 1936 estableció la creación de un Museo de Armas y Tapices, que también incluiría alfombras, coches y arreos, recuerdos históricos, objetos que completasen series numeradas y cuadros, dibujos, estampas, maquetas y libros que sirvieran para documentar los fondos del museo. Su sede sería la misma que la planteada en el concurso de 1934.
El inicio de la Guerra Civil paralizó el proyecto, que fue retomado, aunque sin concretarse, en 1950 y 1980.

### Diseño y construcción

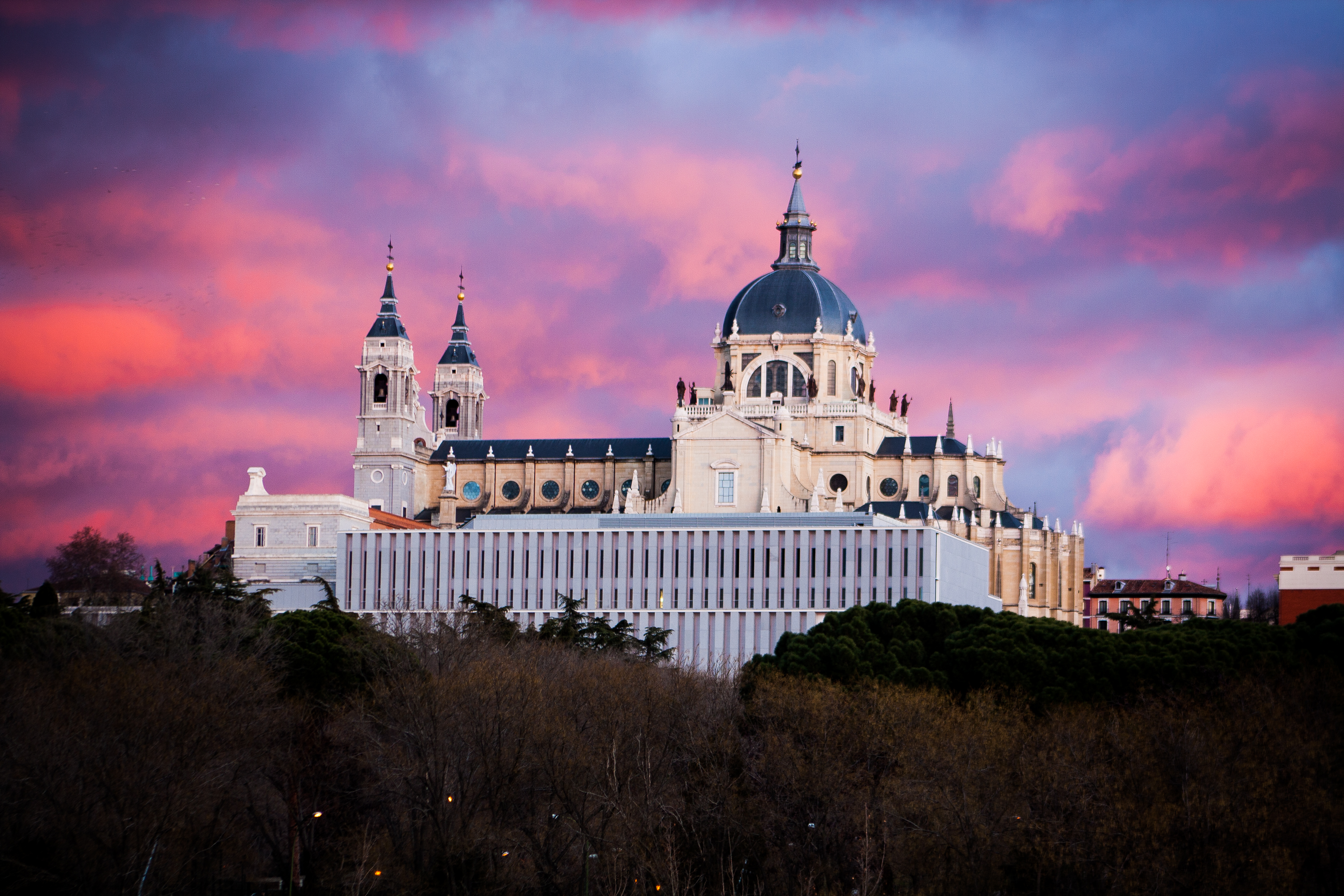
Vista del museo en 2014 con la Catedral de la Almudena al fondo

Patrimonio Nacional planteó por primera vez la idea de erigir el museo en 1998, retomando la idea de crear un nuevo museo de carruajes pero que expusiera además las obras de arte, joyas y tapices de las dinastías que reinaron en España en los últimos siglos, los Austrias y los Borbones. En 1999 se celebró un concurso para la edificación del museo, que ganó el estudio Cano Lasso, previendo la construcción de un edificio de 33.000 metros cuadrados soterrado entre la plaza de la Armería y La Almudena. No obstante, el concurso fue recurrido, y en 2002, la Audiencia Nacional obligó a su repetición.

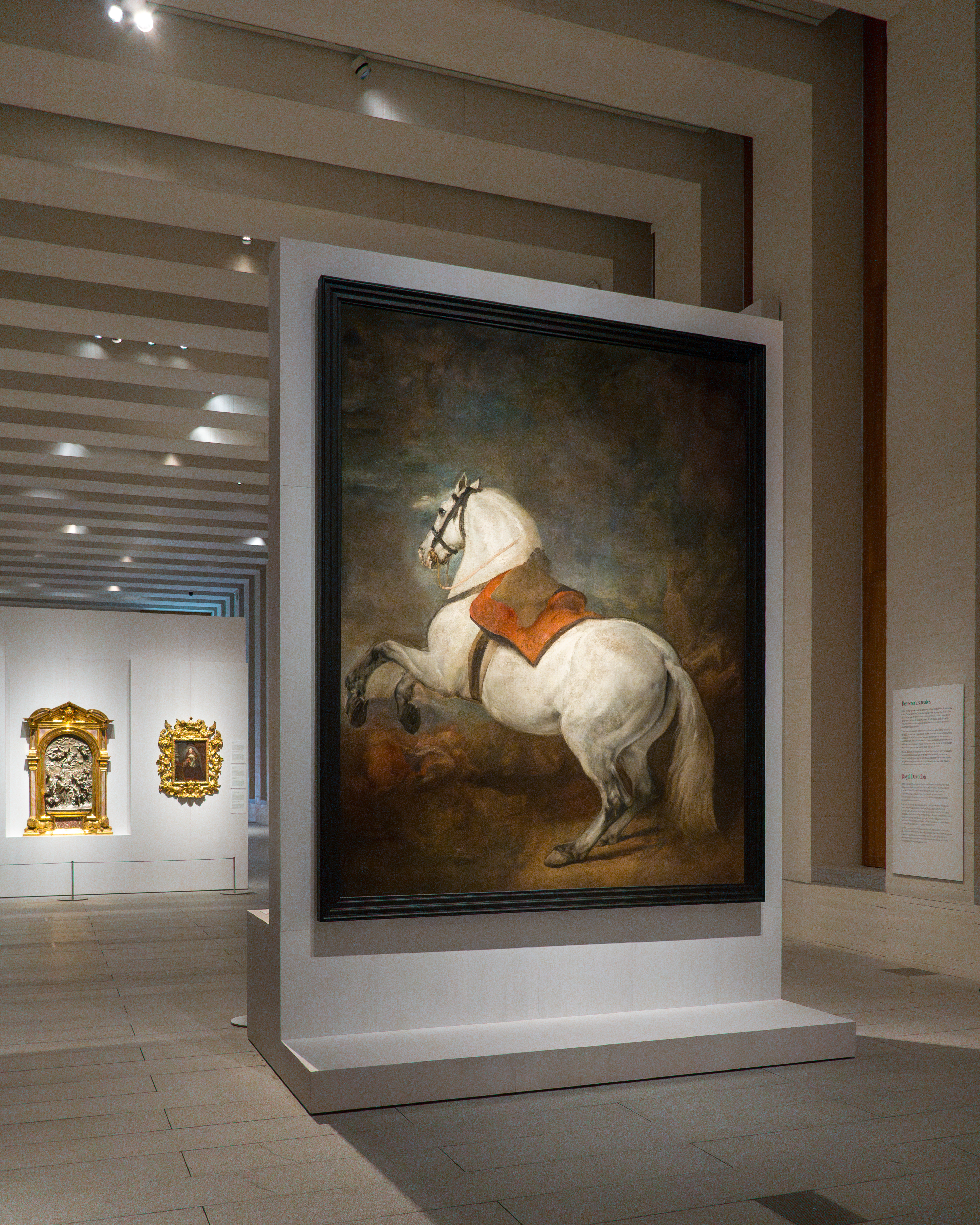
Espacio de exhibición, presidido por el Caballo blanco, gran lienzo de Velázquez.

El nuevo concurso de 2002 fue ganado por el proyecto presentado por los arquitectos Emilio Tuñón y Luis Moreno Mansilla (Mansilla + Tuñón), y finalmente en 2006 comenzaron las obras de construcción. Los trabajos sufrieron demoras de "un año y tres meses" debido al hallazgo de restos arqueológicos en la zona. Además, el Estado tuvo que aumentar considerablemente el presupuesto destinado inicialmente a la obra: siendo el presupuesto inicial de 60 millones de euros, ascendió a 130 millones en 2010, y a 200 en 2012, año en que el Gobierno realizó un ajuste reduciendo el coste final a 154,8 millones de euros.
En diciembre de 2015, Patrimonio Nacional recibió el edificio ya terminado.
La fachada principal se remata en granito del tipo Gris Quintana. Este proyecto utiliza piedras de grandes dimensiones que tuvieron que ser vaciadas en su interior para forrar la estructura de hormigón armado. La colocación de estas grandes piezas fue una labor muy compleja para la que hubo que crear un útil a medida, lo que se tradujo en una puesta en obra de la primera piedra como un acto decisivo. También se fabricaron en el mismo granito peldaños macizos, vierteaguas, tapas de grandes dimensiones y remates a medida. No obstante, el granito negro que debía pavimentar el interior, no se instaló finalmente debido a las reducciones presupuestarias de 2012.

### Proceso de apertura
Concluidas las obras del edificio en 2015, restaba el acondicionamiento interior y la museografía. La fecha de apertura, no obstante, fijada en origen para 2014, se pospuso en varias ocasiones: a finales de 2015 o 2016, 2018, 2020 y 2022. Finalmente, en junio de este último año, se anunció que abriría en verano de 2023 bajo el nombre de «Galería de las Colecciones Reales». El cambio de denominación de «museo» a «galería» obedece a que su colección no es permanente ni le pertenece, sino que es una selección rotatoria de bienes procedentes de otros recintos.  

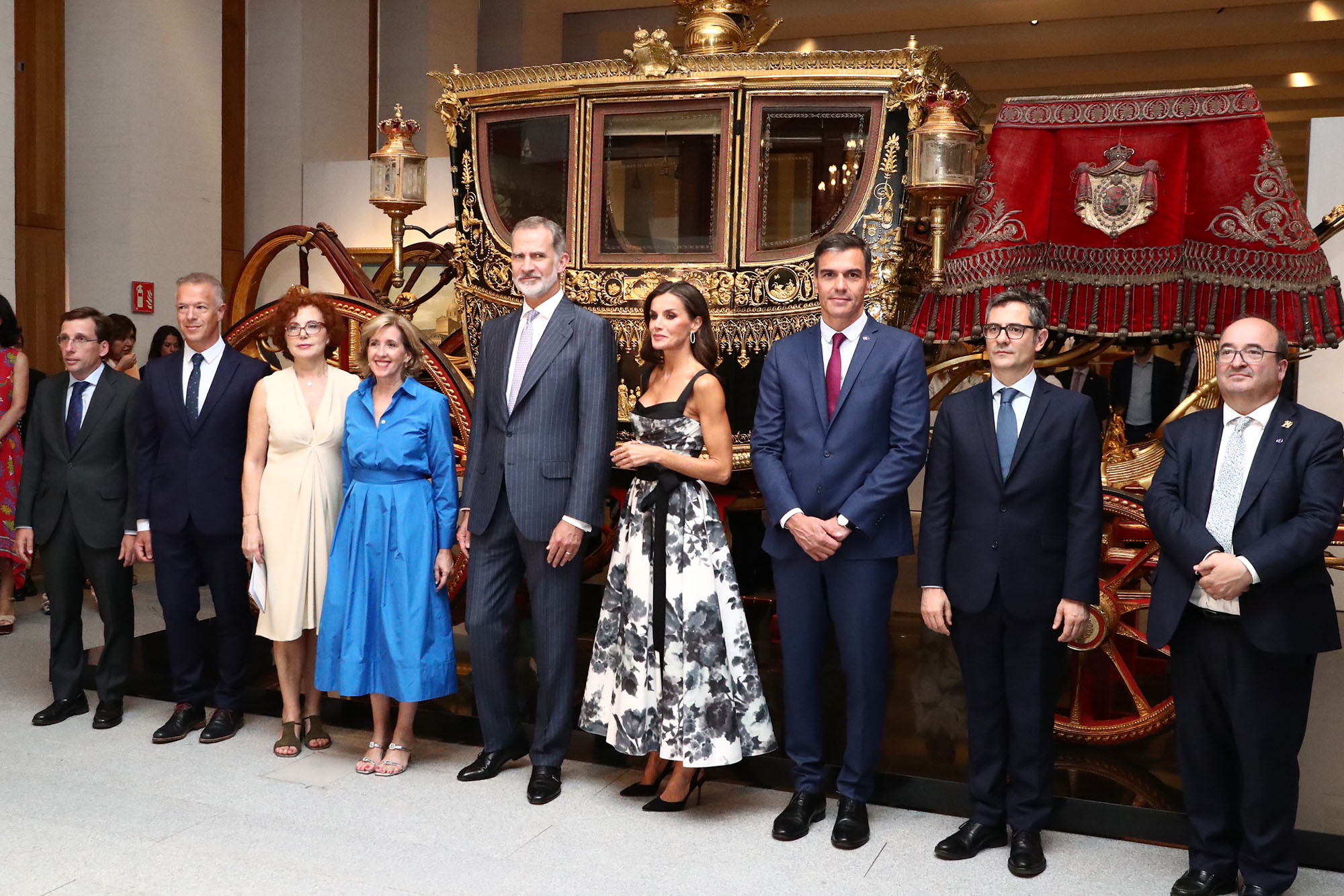
Los reyes Felipe VI y Letizia, junto a otras autoridades, ante el Coche de la Corona Real, durante el acto de inauguración de la Galería el 25 de julio de 2023.

A lo largo de estos años, el plan museográfico también ha sufrido importantes modificaciones. Según el decreto de 1998, el museo debía exponer las colecciones de forma temática: los tapices (9.500 m²), los carruajes y vehículos históricos (8.000 m²) y las artes palatinas o suntuarias (7.000 m²). No obstante, en 2016, José Luis Díez, nuevo director de Colecciones Reales, presentó un nuevo proyecto expositivo en el que se seguía un recorrido cronológico por reinados: las dinastías medievales y los Austrias en el primer nivel (-1), los Borbones en el segundo nivel (-2) y las exposiciones temporales en el tercer nivel (-3). Asimismo, el nivel superior (0), a nivel de la Plaza de la Armería, se destinaría a recepción de visitantes, y el inferior (-4), a ras del Campo del Moro, a los almacenes.

### Inauguración
La Galería se abrió al público el 28 de junio de 2023. Aunque inicialmente se planteó su inauguración oficial con un acto presidido por los reyes Felipe y Letizia, para evitar interferir con la campaña electoral de las elecciones generales anticipadas este acto oficial se aplazó un mes, al 25 de julio de 2023 si bien el recinto se abrió al público en la fecha inicial prevista, el 28 de junio de ese año.
En el primer año de funcionamiento, cerca de 700 000 personas visitaron el museo.

## Obras

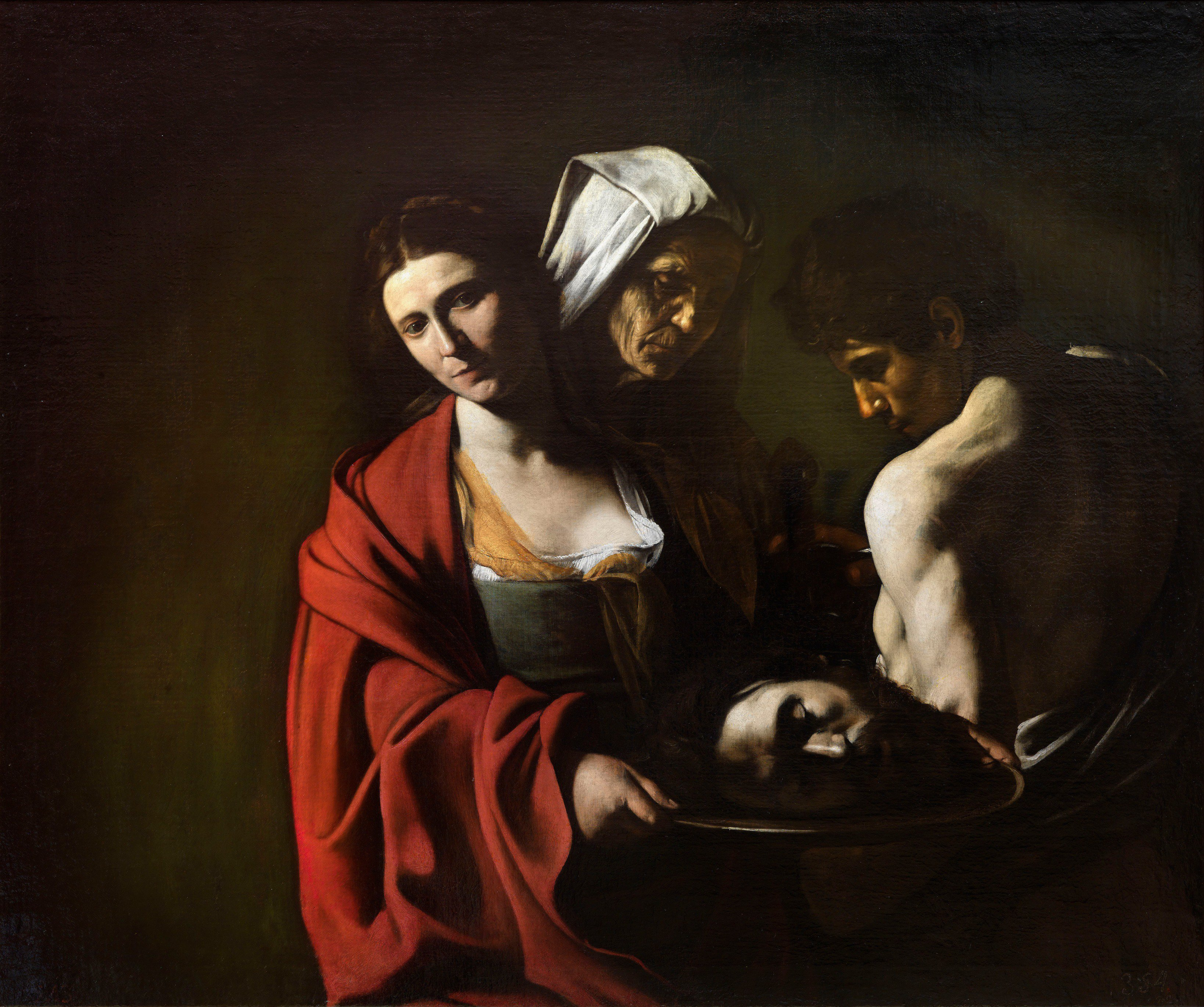
Salomé con la cabeza de Juan el Bautista de Caravaggio, obra procedente del Palacio Real de Madrid.

La primera muestra de la colección instalada en el nuevo museo fue un grupo de cuatro enormes columnas salomónicas de José de Churriguera y Francisco de Herrera el Mozo, construidas en madera y decoradas con pan de oro y lapislázuli, de 600 kilos cada una. Entre las 650 piezas, entre pinturas, mobiliario y maquetas que se exponen en el Museo de forma permanente o temporal destacan: 
- Cruz de Lucecio y corona del abad Teodosio del Tesoro de Guarrazar (época visigoda, c. 650-700).
- Olimpia, reina de Macedonia, relieve en mármol de Desiderio da Settignano (c. 1430-1464).
- El políptico de Isabel la Católica de Juan de Flandes.
- El hombre de la perla, retrato pintado por Michel Sittow.
- La pesca milagrosa, tapiz de la serie Hechos de los Apóstoles diseñada por Rafael Sanzio hacia 1516.
- Cristo con la cruz a cuestas de Michiel Coxcie (c. 1530).
- La armadura y celada empleadas por Carlos V en la batalla de Mühlberg.
- Fuente del Águila, elaborada para Felipe II y que estuvo durante siglos en la Casa de Campo de Madrid.
- Reloj El Candil de Hans de Evalo.
- Sagrada Familia con san Juanito de Lavinia Fontana (1589).
- Retrato de Felipe III de busto y armado de Juan Pantoja de la Cruz (c. 1603).
- Salomé con la cabeza de Juan el Bautista de Caravaggio (c. 1606).
- El Caballo Blanco de Diego Velázquez (c. 1635).
- Vista del Palacio del Buen Retiro de Jusepe Leonardo (c. 1637).
- Juan José de Austria a caballo de José de Ribera (1648).
- La carroza negra de la reina Mariana de Austria.
- El arcángel san Gabriel venciendo al demonio, escultura policromada de Luisa Roldán (1692).
- La lección de canto y El tímido enamorado de Jean-Antoine Watteau (c. 1718-1719).
- Silla de manos de la reina Bárbara de Braganza, decorada por Corrado Giaquinto (c. 1753-1758).
- Lamentación sobre Cristo muerto de Anton Raphael Mengs.
- Pasiega y soldados, dibujo al pastel de Lorenzo Tiepolo (c. 1773-1774).
- El Coche de la Corona Real de Fernando VII.

Además, la colección expone otras obras destacadas, como acuarelas atribuidas a Durero o tapices de Goya.
Otras obras se expondrán en el Museo de forma temporal, dando a la colección un carácter rotatorio, como el arnés de Mühlberg de Desiderius Helmschmid (Real Armería de Madrid), el Cristo crucificado de Tiziano (Monasterio de El Escorial), la Adoración del nombre de Jesús de El Greco (Monasterio de El Escorial), el Cristo en la Cruz de Gian Lorenzo Bernini (Monasterio de El Escorial) o La caza del jabalí de Francisco de Goya (Palacio Real de Madrid).
Entre los objetos adquiridos por Patrimonio Nacional para su futura exposición en el Museo destacan una cómoda diseñada por Matías Gasparini y fabricada por el ebanista de origen alemán José Canops durante el reinado de Carlos III; el Códice del Toisón de Oro, datado en el reinado de Carlos I y adquirido al Instituto Valencia de Don Juan de Madrid y el tapiz flamenco El triunfo del tiempo, del siglo XVI, que según los historiadores perteneció a la colección de Isabel la Católica.
La familia de Juan Carlos I, gran retrato colectivo pintado por Antonio López García, iba a incluirse en el nuevo museo, pero se ha decidido que permanezca en el Salón de Alabarderos del vecino Palacio Real.

## Reconocimientos
- Premio de Arquitectura Española 2017 ex aequo junto al Palacio de Congresos y Hotel de Palma de Mallorca, de Francisco Mangado.[30]
- Premios FAD de Arquitectura e Interiorismo 2017.[31]
- American Architecture Prize (AAP 2017)[32][33]